# Рот, Вероника
Вероника Рот (англ. Veronica Roth, 19 августа 1988) — современная писательница в стиле антиутопии и фантастики, автор серии книг «Дивергент», по трём из которых была поставлена одноимённая экранизация с Шейлин Вудли в главной роли.

## Биография
Вероника Рот родилась в пригороде Чикаго, штат Иллинойс. Мать — польская художница Барбара Ридз (ныне — Росс), отец — немец Эдгар Густав Рот. Вероника — младшая из трёх детей, у неё есть брат Карл и сестра Ингрид. Когда ей было 5 лет, родители развелись. Мать вышла замуж за финансового консультанта для ландшафтных компаний Фрэнка Росса.
Вероника получила образование в Северо-Западном университете (филологический факультет), там же окончила творческую программу для будущих писателей, и пока она не начала прогуливать уроки, дабы заняться написанием собственной книги, девушка была отличницей. Её первый роман-антиутопия «Дивергент» дебютировал под номером 6 в списке бестселлеров «New York Times», а в 2012 году поднимался до 2 строчки.

## Личная жизнь
В 2011 году Вероника вышла замуж за фотографа Нельсона Фитча.

## Номинации и награды
- 2012 — номинация на премию «Teen Choice Awards» в категории «Choice Other: Book».

### Серия «Дивергент»
- 2011 — Дивергент (в русском переводе — «Избранная») / Divergent (#1)
- 2012 — Инсургент (в русском переводе — «Мятежная») / Insurgent (#2)
- 2013 — Эллигент[англ.] (в русском переводе — «Преданная») / Allegiant (#3)

### Короткие истории к серии «Дивергент»
Четыре. История дивергента / Four: A Divergent Story Collection
- 2012 — Свободный Четыре / Free Four (#1.5)
- 2012 — The World of Divergent: The Path to Allegiant (#2.5)
- 2013 — Переход / The Transfer: A Divergent Story (#0.1)
- 2013 — Инициированный / The Initiate: A Divergent Story (#0.2)
- 2013 — The Son / Сын (#0.3)
- 2013 — The Traitor / Предатель (#0.4)

### Другие повести
- 2013 — Charity / Милосердие
- 2013 — Hearken
- 2017 — Carve The Mark / Знак (дата выхода книги 17 января 2017, США)
- 2018 — The Fates Divide / Судьба (дата выхода книги 2018, США)

## Экранизации
- 2014 — Дивергент (Вероника сыграла эпизодическую роль бесстрашного новичка)
- 2015 — Дивергент, глава 2: Инсургент
- 2016 — Дивергент, глава 3: За стеной